# Zlatko Plenković
Zlatko Plenković, (Podgora, 28. srpnja 1917. – Zagreb, 25. ožujka 2003.), hrvatski inženjer, te gospodarstvenik. Bio je stariji od dvoje djece u obitelji Luke Plenkovića i Zlate Plenković rođene Janda. Gimnaziju je završio u Zagrebu 1936., a diplomirao je 1942. na Elektrostrojarskom odjelu Tehničkog fakulteta Sveučilišta u Zagrebu. Završetkom studija zaposlio se u zagrebačkoj podružnici trgovačkoga društva Siemens AG, gdje je radio kao pogonski inženjer, a zatim kao konstruktor i projektant rotacijskih strojeva. Godine 1946. na kratko je bio privremeni upravitelj novoutemeljenog poduzeća »Rade Končar«. Od 1947. bio je u braku s Nadom Plenković rođenom Jug (1918-2020), a dvije godine poslije rodio im se sin Dinko (1949-2021). Godine 1956. Zlatko Plenković je stupio na dužnost tehničkoga direktora »Končara«. Osnivačem je i prvim direktorom Elektrotehničkoga instituta »Rade Končar« (1961.). Institut je bio pretečom Više tehničke škole – Zagreb, kojoj je Plenković bio dekanom od 1973. do 1975. godine. Bio je i direktorom pogona »Rade Končar« – Industrijska elektronika (1972. – 1977.) Njegova suradnja s Elektrotehničkim fakultetom Sveučilišta u Zagrebu počela je 1948., kada je kao honorarni nastavnik predavao predmet Električki usmjerivači. Od 1958., kao izvanredni profesor, predavao je Energetsku elektroniku. Vodio je veliki broj diplomskih radova, te bio suautorom sveučilišnoga udžbenika Energetska elektronika (1978.). Za prinos usmjerivačkoj tehnici dobio je najvišu republičku nagradu za znanstveni rad »Nikola Tesla« (1966.).
Profesor Plenković je oko 1945. uveo u hrvatski jezik riječ usmjerivač kao prijevod njemačke riječi Stromrichter, uvedene u njemački jezik 1932. godine.
Bio je počasnim članom Akademije tehničkih znanosti Hrvatske.

## Vanjske poveznice
- Prof. dr. sc. Zvonko Benčić je priredio kratki životopis Prof. Zlatka Plenkovića koji se može pročitati na internetskoj adresi hrvatskog ogranka CIGRÉ  Arhivirana inačica izvorne stranice od 20. studenoga 2020. (Wayback Machine). (Pristupljeno 14. studenoga 2020.)

- Zanimljive crtice iz života Prof. Zlatka Plenkovića priredio je i objavio Mr. sc. Marijan Ožanić na internetskoj stranici portala o gospodarstvu Sve o poduzetništvu. (Pristupljeno 19. studenoga 2020.) Taj članak pretiskan je i na croatianhistory.net stranicama. (Pristupljeno 19. studenoga 2020.)